# Matthew Reilly
Matthew John Reilly, född 2 juli 1974, är en australisk action/thriller-författare.

## Biografi
Reilly föddes 2 juli 1974 i Sydney, som andra barnet till Ray och Denise Reilly. Han växte upp i Willoughby, en av de rikare förorterna i norra Sydney, New South Wales, Australien.
Han tog studenten från St Aloysius' College i Sydney år 1992. Därefter studerade han juridik vid University of New South Wales mellan 1993 och 1997, och gick ut med det 31:e bästa betyget av 250 studenter. Under universitetstiden bidrog han också till juridikstudentföreningens tidskrift "Poetic Justice".

## Författarskap
Reilly skrev sin först bok, Contest, vid 19 års ålder. Den refuserades av alla större förlag i Australien, vilket ledde till att Reilly egenpublicerade den 1996 i 1000 exemplar med hjälp av ett banklån. Reilly upptäcktes av Cate Paterson, en redaktör vid Pan Macmillan, som hittade ett exemplar av Contest i en bokhandel. Pan Macmillan skrev avtal med Reilly om två böcker. Reilly skrev sin andra bok, Ice Station, medan han studerade vid universitetet. Den föranledde intresse från förlag i USA, Storbritannien och Tyskland. Sedan dess har han sålt mer än 7 miljoner exemplar internationellt, och har översatts till över 20 språk.

## Privatliv
2004 gifte sig Reilly med Natalie Freer. Hon gick på en high school i närheten och gick på samma universitet, där hon studerade psykologi. Reilly menar att det var Freer som uppmuntrade honom att egenpublicera sin första bok. Tidigt i december 2011, när Reilly var i södra Australien på en signeringsturné för Scarecrow and the Army of Thieves, begick hon självmord, efter en längre period med anorexi och depression.
Han bor i Los Angeles, USA.

### Fristående romaner
- Contest (1996; ny utgåva 2000)
- Temple (1999)
- The Tournament (2013), som utspelar sig år 1546.
- Troll Mountain (2014)
- The Great Zoo of China (november 2014)

### Shane Schofield
1. Ice Station (1998)
2. Area 7 (2001)
3. Scarecrow (2003)
4. Hell Island (2005)
5. Scarecrow and the Army of Thieves (2011), omdöpt till Scarecrow Returns i USA

### Jack West Jr
1. Seven Ancient Wonders (2005), omdöpt till 7 Deadly Wonders i USA
2. The Six Sacred Stones (2007)
3. The Five Greatest Warriors (2009)[13]
4. The Four Legendary Kingdoms (2016)

### Hover Car Racer
1. Hover Car Racer (2004), svensk översättning (2005)